# Brad Pitt
William Bradley „Brad” Pitt (Shawnee, Oklahoma, 1963. december 18. –) kétszeres Oscar-díjas és háromszoros Golden Globe-díjas amerikai színész, filmproducer.
Színészként a Thelma és Louise című filmmel robbant be a köztudatba 1991-ben. A nagy költségvetésű alkotásokat tekintve első főszerepeit a Folyó szeli ketté (1992), a Szenvedélyek viharában (1994) és az Interjú a vámpírral (1994) című filmdrámákban kapta. 1995-ben a Hetedik című bűnügyi thrillerben és a 12 majom című sci-fiben nyújtott alakításával kivívta a kritikusok elismerését; utóbbi szerepért Golden Globe-díjat és Oscar-jelölést kapott. Pitt szerepelt a Harcosok klubja (1999) című kultuszfilmben, a 2001-es Ocean’s Eleven – Tripla vagy semmi című filmben és annak folytatásaiban; Ocean’s Twelve – Eggyel nő a tét (2004), Ocean’s Thirteen – A játszma folytatódik (2007). Jegybevételi szempontból nagy sikereket ért el a Trója (2004), a Mr. és Mrs. Smith (2006), valamint a Z világháború (2013) című filmekkel. Második és harmadik Oscar-jelölését a Benjamin Button különös élete (2008) és a Pénzcsináló (2011) című filmjeiért kapta. Producerként részt vett A tégla (2006) és a 12 év rabszolgaság (2013) című filmek elkészítésében, mindkét alkotás elnyerte a legjobb filmnek járó Oscart. Az élet fája (2011), a Pénzcsináló és A nagy dobás (2015) című filmekben szintén producerként működött közre, mindhárom mű Oscar-jelöléseket kapott, szintén a legjobb film kategóriában.
Közszereplőként Pittet az amerikai szórakoztatóipar legbefolyásosabb emberei között tartják számon, valamint számos médium a világ legvonzóbb férfijai között sorolja fel. Magánélete szintén a bulvársajtó kedvelt témája. Öt évig volt Jennifer Aniston színésznő férje, nagy sajtóvisszhangot kapott válásuk után Pitt 2014-ben feleségül vette partnerét, Angelina Jolie-t. A sajtó által Brangelina névre keresztelt pár hat gyermeket nevel, közülük hármat örökbe fogadtak. 2016-ban Jolie válókeresetet adott be kibékíthetetlen ellentétekre hivatkozva, továbbá megvádolta Pittet, hogy durván bánik gyermekeikkel. Pittet a gyermekvédelmi és az FBI-vizsgálat is tisztázta a gyanú alól.

## Korai évek
Az Oklahoma állambeli Shawnee-ben született, 1963. december 18-án. Édesapja William Alvin Pitt, egy szállítócég tulajdonosa; édesanyja, Jane Etta (leánykori nevén Hillhouse) középiskolai tanácsadó. Pitt testvéreivel, Douggal (sz. 1966) és Julie Neallel (sz. 1969) együtt a Missouriban lévő Springfieldben nőtt fel, ahová családja a fiú születése után költözött. Gyerekkorában konzervatív baptista szellemben nevelték.
A Kickapoo középiskola diákjaként Pitt többféle sportot űzött, rendszeresen részt vett iskolai vitakörökben és musicalekben is. 1982-től a Missouri egyetemen kezdett újságírást, azon belül marketinget tanulni. 1985-ben, két héttel a diploma megszerzése előtt félbehagyta tanulmányait, és Los Angelesbe utazott, hogy színészi leckéket vegyen. Amikor megkérdezték, miért döntött így, a következőket felelte: „A diploma megszerzésének közeledtével különös érzés lett úrrá rajtam. Láttam, ahogyan a barátaim sorra munkahelyekhez jutnak. Nem álltam még készen arra, hogy családot alapítsak. Szerettem a filmeket. Számomra különféle világokba vezető kapuk voltak és nem Missouri volt az a hely, ahol a filmek készültek. Egyszer csak belém hasított a felismerés: ha a filmek nem jönnek el hozzám, nekem kell utánuk mennem.”

## Pályafutása
Mielőtt sikeres lett, többek közt sztriptíz-táncosok limuzinos fuvarozásával, hűtők szállításával kereste kenyerét, illetve óriás csirkének öltözve reklámozta az El Pollo Loco étteremláncot. Az 1980-as évek végén olyan népszerű televíziós sorozatokban kezdett szerepeket kapni, mint a Dallas, thirtysomething, 21 Jump Street, Growing Pains és Head of the Class. Színészi pályafutását sorozatokban történő vendégszereplésekkel kezdte, legemlékezetesebb alakítását 1987-ben a Dallasban nyújtotta. 

A nagy pillanat 1988-ban érkezett el számára, mikor megkapta első főszerepét a The Dark Side of the Sun című filmben. Azonban még mielőtt a film elkészült volna, polgárháború dúlta fel a forgatás helyszínét, Jugoszláviát, és a filmanyag nagy része egészen 1996-ig nem került elő. A film végül csak abban az évben jelent meg.
1991-ben vált ismertté a nagyközönség számára, a Thelma és Louise című filmben.
Első főszerepeit a Folyó szeli ketté (1992) és az Interjú a vámpírral (1994) című filmekben kapta. Az 1994-es Szenvedélyek viharában című drámában Anthony Hopkins oldalán szerepel, ez az alakítás hozta meg számára az első Golden Globe-jelölést. 1995-ben a kritikusok dicsérték alakítását a Hetedik és a 12 majom című filmekben, ez utóbbi egy Golden Globe-díjat (legjobb férfi mellékszereplő-kategóriában) és egy Oscar-jelölést hozott a színésznek.
Az 1995-ös 12 majom című filmben nyújtott alakításáért a legjobb mellékszereplő kategóriában, 2009-ben pedig a Benjamin Button különös élete szerepéért, a legjobb férfi főszereplő kategóriában Oscar-díjra jelölték.

Pitt főszerepet játszott a Harcosok klubja című 1999-es kultuszfilmben, majd a 2001-es Ocean’s Eleven – Tripla vagy semmiben (illetve annak későbbi folytatásaiban). A színész legnagyobb bevételi sikerét a Trója (2004) és a Mr. és Mrs. Smith (2005) című filmekkel érte el. Második Oscar-jelölését 2008-ban, a Benjamin Button különös élete címszerepéért kapta. A Quentin Tarantino által rendezett Becstelen brigantyk 2009 augusztusában került a mozikba. 

Legújabb filmjei Az élet fája (írta és rendezte: Terrence Malick), és a Michael Lewis könyvéből készült Pénzcsináló, mely két kategóriában (legjobb forgatókönyv és legjobb főszereplő) is elnyerte a New York-i filmkritikusok díját, melyet sokan az Oscar-díj előszobájának tartanak. 2020-ban megnyerte a legjobb férfi mellékszereplőnek járó Oscar-, Golden Globe- és BAFTA-díjat a Volt egyszer egy Hollywood című filmben nyújtott alakításáért.
2025-ben egy veterán Forma-1-es versenyzőt alakított az F1 című filmben.

## Produceri tevékenysége
Pitt Plan B Entertainment néven saját filmprodukciós céget tudhat magáénak, mely egyik első produkciójaként a 2007-es A tégla című, négy Oscart nyert filmet is elkészítette. Azóta többek között a Ha/ver (2010), az Ízek, imák, szerelmek (2010), Az élet fája (2011) és a Pénzcsináló (2011) című filmek producere volt. 2012-ben a 12 év rabszolgaság című filmjéért elnyerte az első Oscar- és BAFTA-díját, mint producer.

## Magánélete
Hosszú kapcsolata volt Gwyneth Paltrow színésznővel. 1996 decemberében el is jegyezték egymást, de 1997 júniusában a pár szakított. A sajtó kiemelt figyelemmel kísérte kettejük viszonyát és meztelen paparazziképeik is megjelentek különböző bulvármagazinokban.
2000. július 29-én vette feleségül Jennifer Anistont, akitől 2005. január 7-én vált el.
2005-ben Pitt Angelina Jolie-val létesített a média által nagy érdeklődésre számot tartó párkapcsolatot, élettársi kapcsolatban élnek és három örökbefogadott, valamint három vér szerinti gyermekük van.
2005 nyarán költözött össze a színésznővel, akivel a Mr. és Mrs. Smith forgatásán került romantikus kapcsolatba. 2005 decemberében örökbe fogadta Jolie adoptált gyermekeit, a gyerekek hivatalos neve így Maddox Chivan Jolie-Pitt és Zahara Marley Jolie-Pitt lett. 2006. május 27-én született a pár első vér szerinti közös gyermeke, Shiloh Nouvel Jolie-Pitt. 2007. március 15-én Jolie örökbefogadott egy vietnámi kisfiút, Pax Thient, a helyi törvények szerint egyedülálló szülőként, mivel Pitt és ő nem kötöttek házasságot. A kisfiút a jogi procedúra után Pitt szintén a nevére vette. A párnak 2008. július 12-én Nizzában (Franciaország) ikrei születtek: egy kisfiú, Knox Léon Jolie-Pitt és egy kislány, Vivienne Marcheline Jolie-Pitt. A család Franciaországban él.

## Érdekességek
1989-ben akkori menyasszonya, Jill Schoelen miatt Budapestre utazott, de a lány elutasította őt egy rendező miatt. Az éjszakát egy pályaudvar előtti padon töltötte (feltehetőleg a Keleti pályaudvar előtt), majd amikor Jugoszláviába tartott néhány barátjához látogatóba, leszállították a vonatról, mert nem voltak rendben a papírjai.
2000 őszén Brad Pitt Budapesten is megfordult, amikor Robert Redforddal együtt a Kémjátszma című filmet forgatták. Budapest a filmben Kelet-Berlin díszleteit alkotta.
2011 őszén is Budapesten forgatott, a World War Z (Z világháború) című sci-fit, melynek bemutatója 2013. június 27-én volt Magyarországon.
Az utóbbi években a színész egyre többet foglalkozik társadalmi problémákkal és a humanitárius ügyek támogatójaként lép fel az egész világon.

## Filmográfia

### Filmszínész
| Év   | Magyar cím                                              | Eredeti cím                                                | Szerep                                     | Magyar hang     | Rendező                     |
| ---- | ------------------------------------------------------- | ---------------------------------------------------------- | ------------------------------------------ | --------------- | --------------------------- |
| 1987 | Jó pasi                                                 | Hunk                                                       | férfi a strandon                           |                 | Lawrence Bassoff            |
| 1987 | Nincs kiút                                              | No Way Out                                                 | nyakkendős vendég a partin                 |                 | Roger Donaldson             |
| 1987 | Porsche-tolvajok                                        | No Man's Land                                              | pincér                                     |                 | Peter Werner                |
| 1987 | Fagypont alatt                                          | Less than Zero                                             | vendég a partin                            |                 | Marek Kanievska             |
| 1988 | A Hold fia                                              | The Dark Side of the Sun                                   | Rick                                       | Széles Tamás    | Božidar Nikolić             |
| 1989 | Szerelem albérletben                                    | Happy Together                                             | Brian                                      |                 | Mel Damski                  |
| 1989 | Kivégzős                                                | Cutting Class                                              | Dwight Ingalls                             | Bolba Tamás     | Rospo Pallenberg            |
| 1991 | Testvérek és lázadók                                    | Across the Tracks                                          | Joe Maloney                                | Stohl András    | Sandy Tung                  |
| 1991 | Thelma és Louise                                        | Thelma & Louise                                            | J.D.                                       | Bor Zoltán      | Ridley Scott (1.)           |
| 1991 | Johnny Suede                                            | Johnny Suede                                               | Johnny Suede                               |                 | Tom DiCillo                 |
| 1992 | Huncut világ                                            | Cool World                                                 | Frank Harris nyomozó                       | Háda János      | Ralph Bakshi                |
| 1992 | Folyó szeli ketté                                       | A River Runs Through It                                    | Paul Maclean                               | Czvetkó Sándor  | Robert Redford              |
| 1992 | Folyó szeli ketté                                       | A River Runs Through It                                    | Paul Maclean                               | Markovics Tamás | Robert Redford              |
| 1993 | Kalifornia – A halál nem utazik egyedül                 | Kalifornia                                                 | Early Grayce                               | Stohl András    | Dominic Sena                |
| 1993 | Kalifornia – A halál nem utazik egyedül                 | Kalifornia                                                 | Early Grayce                               | Varga Gábor     | Dominic Sena                |
| 1993 | Tiszta románc                                           | True Romance                                               | Floyd                                      | Stohl András    | Tony Scott (1.)             |
| 1994 | Egy kis szívesség                                       | The Favor                                                  | Elliott Fowler                             | Görög László    | Donald Petrie               |
| 1994 | Egy kis szívesség                                       | The Favor                                                  | Elliott Fowler                             | Markovics Tamás | Donald Petrie               |
| 1994 | Interjú a vámpírral                                     | Interview With the Vampire                                 | Louis de Pointe du Lac                     | Selmeczi Roland | Neil Jordan                 |
| 1994 | Szenvedélyek viharában                                  | Legends of the Fall                                        | Tristan Ludlow                             | Selmeczi Roland | Edward Zwick                |
| 1994 | Szenvedélyek viharában                                  | Legends of the Fall                                        | Tristan Ludlow                             | Stohl András    | Edward Zwick                |
| 1995 | Hetedik                                                 | Se7en                                                      | David Mills nyomozó                        | Selmeczi Roland | David Fincher (1.)          |
| 1995 | 12 majom                                                | 12 Monkeys                                                 | Jeffrey Goines                             | Rudolf Péter    | Terry Gilliam               |
| 1996 | Pokoli lecke                                            | Sleepers                                                   | Michael Sullivan                           | Rékasi Károly   | Barry Levinson              |
| 1997 | Az ördög maga                                           | The Devil’s Own                                            | Rory Devaney (Francis Austin McQuire)      | Selmeczi Roland | Alan J. Pakula              |
| 1997 | Hét év Tibetben                                         | Seven Years in Tibet                                       | Heinrich Harrer                            | Selmeczi Roland | Jean-Jacques Annaud         |
| 1998 | Ha eljön Joe Black                                      | Meet Joe Black                                             | Joe Black / Halál                          | Stohl András    | Martin Brest                |
| 1999 | Harcosok klubja                                         | Fight Club                                                 | Tyler Durden                               | Selmeczi Roland | David Fincher (2.)          |
| 1999 | A John Malkovich menet                                  | Being John Malkovich                                       | önmaga (cameo)                             | nem szólal meg  | Spike Jonze                 |
| 2000 | Blöff                                                   | Snatch                                                     | Mickey O'Neil                              | Kaszás Gergő    | Guy Ritchie                 |
| 2001 | A mexikói                                               | The Mexican                                                | Jerry Welbach                              | Selmeczi Roland | Gore Verbinski              |
| 2001 | Kémjátszma                                              | Spy Game                                                   | Tom Bishop                                 | Bozsó Péter     | Tony Scott (2.)             |
| 2001 | Ocean’s Eleven – Tripla vagy semmi                      | Ocean’s Eleven                                             | Rusty Ryan                                 | Selmeczi Roland | Steven Soderbergh (1.)      |
| 2002 | Szemből telibe                                          | Full Frontal                                               | önmaga                                     | Stohl András    | Steven Soderbergh (2.)      |
| 2002 | Egy veszedelmes elme vallomásai                         | Confessions of a Dangerous Mind                            | Brad (cameo)                               | nem szólal meg  | George Clooney              |
| 2003 | Szindbád – A hét tenger legendája                       | Sinbad: Legend of the Seven Seas                           | Szinbád (hangja)                           | Stohl András    | Tim Johnson                 |
| 2003 | Szindbád – A hét tenger legendája                       | Sinbad: Legend of the Seven Seas                           | Szinbád (hangja)                           | Stohl András    | Patrick Gilmore             |
| 2004 | Trója                                                   | Troy                                                       | Achilles                                   | Selmeczi Roland | Wolfgang Petersen           |
| 2004 | Ocean’s Twelve – Eggyel nő a tét                        | Ocean’s Twelve                                             | Rusty Ryan                                 | Selmeczi Roland | Steven Soderbergh (3.)      |
| 2005 | Mr. és Mrs. Smith                                       | Mr. & Mrs. Smith                                           | John Smith                                 | Selmeczi Roland | Doug Liman                  |
| 2006 | Bábel                                                   | Babel                                                      | Richard Jones                              | Selmeczi Roland | Alejandro González Iñárritu |
| 2007 | Ocean’s Thirteen – A játszma folytatódik                | Ocean’s Thirteen                                           | Rusty Ryan                                 | Selmeczi Roland | Steven Soderbergh (4.)      |
| 2007 | Jesse James meggyilkolása, a tettes a gyáva Robert Ford | The Assassination of Jesse James by the Coward Robert Ford | Jesse James                                | Selmeczi Roland | Andrew Dominik (1.)         |
| 2008 | Égető bizonyíték                                        | Burn After Reading                                         | Chad Feldheimer                            | Stohl András    | Ethan és Joel Coen          |
| 2008 | Benjamin Button különös élete                           | The Curious Case of Benjamin Button                        | Benjamin Button                            | Fekete Ernő     | David Fincher (3.)          |
| 2009 | Becstelen brigantyk                                     | Inglourious Basterds                                       | Aldo Raine hadnagy                         | Varga Gábor     | Quentin Tarantino (1.)      |
| 2010 | Megaagy                                                 | Megamind                                                   | Metro Man (hangja)                         | Fekete Ernő     | Tom McGrath                 |
| 2011 | Az élet fája                                            | The Tree of Life                                           | Mr. O'Brien                                | Stohl András    | Terrence Malick             |
| 2011 | Pénzcsináló                                             | Moneyball                                                  | Billy Beane                                | Sarádi Zsolt    | Bennett Miller              |
| 2011 | Táncoló talpak 2.                                       | Happy Feet Two                                             | Krill (hangja)                             | Fekete Ernő     | George Miller               |
| 2012 | Ölni kíméletesen                                        | Killing Them Softly                                        | Jackie Cogan                               | Stohl András    | Andrew Dominik (2.)         |
| 2013 | Z világháború                                           | World War Z                                                | Gerry Lane                                 | Stohl András    | Marc Forster                |
| 2013 | 12 év rabszolgaság                                      | 12 Years a Slave                                           | Samuel Bass                                | Varga Gábor     | Steve McQueen               |
| 2013 | A jogász                                                | The Counselor                                              | Westray                                    | Stohl András    | Ridley Scott (2.)           |
| 2014 | Harag                                                   | Fury                                                       | Don 'Vén Róka' Collier                     | Stohl András    | David Ayer                  |
| 2015 | A tengernél                                             | By the Sea                                                 | Roland                                     | Stohl András    | Angelina Jolie              |
| 2015 | A nagy dobás                                            | The Big Short                                              | Ben Rickert                                | Stohl András    | Adam McKay                  |
| 2016 | Szövetségesek                                           | Allied                                                     | Max Vatan                                  | Stohl András    | Robert Zemeckis             |
| 2017 | War Machine                                             | War Machine                                                | Dan McMahon tábornok                       |                 | David Michôd                |
| 2018 | Deadpool 2.                                             | Deadpool 2                                                 | Telford Porter / Láthatatlan ember (cameo) | nem szólal meg  | David Leitch (1.)           |
| 2019 | Volt egyszer egy Hollywood                              | Once upon a time in Hollywood                              | Cliff Booth                                | Stohl András    | Quentin Tarantino (2.)      |
| 2019 | Ad Astra – Út a csillagokba                             | Ad Astra                                                   | Roy McBride őrnagy                         | Stohl András    | James Gray                  |
| 2022 | Az elveszett város                                      | The Lost City                                              | Jack Trainer                               | Stohl András    | Aaron és Adam Nee           |
| 2022 | A gyilkos járat                                         | Bullet Train                                               | Katica                                     | Stohl András    | David Leitch (2.)           |
| 2022 | Babylon                                                 | Babylon                                                    | Jack Conrad                                | Stohl András    | Damien Chazelle             |
| 2024 | Képzeletbeli barátok                                    | IF                                                         | Keith                                      | nem szólal meg  | John Krasinski              |
| 2024 | Két magányos farkas                                     | Wolfs                                                      | Nick                                       | Stohl András    | Jon Watts                   |
| 2025 | F1 – A film                                             | F1                                                         | Sonny Hayes                                | Stohl András    | Joseph Kosinski             |

Dokumentum- és rövidfilmek
| Év   | Cím                    | Szerep            | Megjegyzések                                |
| ---- | ---------------------- | ----------------- | ------------------------------------------- |
| 1992 | Contact                | Cox               | rövidfilm                                   |
| 2015 | The Audition           | önmaga            | rövidfilm Martin Scorsese rendezésében      |
| 2016 | Az univerzum története | narrátor (hangja) | dokumentumfilm Terrence Malick rendezésében |

### Filmproducer
‡ — Nem szerepel a filmben
| Év   | Magyar cím                                              | Eredeti cím                                                |
| ---- | ------------------------------------------------------- | ---------------------------------------------------------- |
| 2006 |                                                         | God Grew Tired of Us ‡ (dokumentumfilm)                    |
| 2006 | A tégla ‡                                               | The Departed                                               |
| 2006 | Kés, villa, olló ‡                                      | Running with Scissors                                      |
| 2007 |                                                         | The Tehuacan Project ‡ (rövidfilm)                         |
| 2007 | Year of the Dog ‡                                       |                                                            |
| 2007 | Hatalmas szív ‡                                         | A Mighty Heart                                             |
| 2007 | Jesse James meggyilkolása, a tettes a gyáva Robert Ford | The Assassination of Jesse James by the Coward Robert Ford |
| 2009 | Az időutazó felesége ‡                                  | The Time Traveler's Wife                                   |
| 2009 | Pippa Lee négy élete ‡                                  | The Private Lives of Pippa Lee                             |
| 2010 | HA/VER ‡                                                | Kick-Ass                                                   |
| 2010 | Ízek, imák, szerelmek ‡                                 | Eat Pray Love                                              |
| 2011 | Az élet fája                                            | The Tree of Life                                           |
| 2011 | Pénzcsináló                                             | Moneyball                                                  |
| 2012 | Ölni kíméletesen                                        | Killing Them Softly                                        |
| 2013 | Z világháború                                           | World War Z                                                |
| 2013 | HA/VER 2.                                               | Kick-Ass 2                                                 |
| 2013 | Nagyemberek ‡ (dokumentumfilm)                          | Big Men                                                    |
| 2013 | 12 év rabszolgaság                                      | 12 Years a Slave                                           |
| 2014 | Fülemüle ‡                                              | Nightingale                                                |
| 2014 | Harag                                                   | Fury                                                       |
| 2014 | Selma ‡                                                 |                                                            |
| 2015 |                                                         | True Story ‡                                               |
| 2015 | A tengernél                                             | By the Sea                                                 |
| 2015 | Maradj íven! (dokumentumfilm)                           | Hitting the Apex                                           |
| 2015 | A nagy dobás                                            | The Big Short                                              |
| 2016 | Holdfény ‡                                              | Moonlight                                                  |
| 2016 | Az univerzum története                                  | Voyage of Time (dokumentumfilm)                            |
| 2016 | Z – Az elveszett város                                  | The Lost City of Z                                         |
| 2017 |                                                         | Okja ‡                                                     |
| 2017 | War Machine                                             | War Machine                                                |
| 2017 | Brad helyzete                                           | Brad's Status                                              |
| 2018 | Csodálatos fiú ‡                                        | Beautiful Boy                                              |
| 2018 | Ha a Beale utca mesélni tudna ‡                         | If Beale Street Could Talk                                 |
| 2018 | Alelnök ‡                                               | Vice                                                       |
| 2019 |                                                         | The Last Black Man in San Francisco ‡                      |
| 2019 | V. Henrik ‡                                             | The King                                                   |
| 2019 | Ad Astra – Út a csillagokba                             | Ad Astra                                                   |
| 2020 |                                                         | Kajillionaire ‡                                            |
| 2020 | Minari – A családom története ‡                         | Minari                                                     |
| 2020 | Ellenállhatatlan ‡                                      | Irresistible                                               |
| 2022 | Örömapa ‡                                               | Father of the Bride                                        |
| 2022 | Azt mondta                                              | She Said                                                   |
| 2022 | A nők beszélnek                                         | Women Talking                                              |
| 2022 | Szöszi                                                  | Blonde                                                     |
| 2023 | Tájkép láthatatlan kézzel ‡                             | Landscape with Invisible Hand                              |
| 2024 | Bob Marley: One Love ‡                                  | Bob Marley: One Love                                       |

### Televízió
| Év        | Magyar cím             | Eredeti cím                | Szerep                   | Megjegyzések                                  |
| --------- | ---------------------- | -------------------------- | ------------------------ | --------------------------------------------- |
| 1987      |                        | Another World              | Chris                    | 2 epizód                                      |
| 1987      |                        | Growing Pains              | Jeff & Johnathan Keith   | 2 epizód                                      |
| 1987      |                        | Head of the Class          | Chuck                    | 1 epizód                                      |
| 1987      |                        | Freddy's Nightmares        | Rick Austin              | 1 epizód                                      |
| 1987      | Dallas                 | Dallas                     | Randy                    | 4 epizód                                      |
| 1988      |                        | Trial and Error            | The Bellboy              | 1 epizód                                      |
| 1988      | Egy gyerek halála      | A Stoning in Fulham County | Teddy                    | tévéfilm                                      |
| 1988      |                        | 21 Jump Street             | Peter                    | 1 epizód                                      |
| 1990      | Mindennek ára van      | The Image                  | kameraman                | tévéfilm                                      |
| 1990      | Túl fiatal a halálhoz? | Too Young to Die?          | Billy Canton             | - tévéfilm - magyar hangja: - Selmeczi Roland |
| 1990      |                        | Glory Days                 | Walker Lovejoy           | 6 epizód                                      |
| 1992      | Variációk két ökölre   | Two-Fisted Tales           | Billy                    | - tévéfilm - "King of the Road"-szegmens      |
| 1992      | Mesék a kriptából      | Tales from the Crypt       | Billy                    | 1 epizód                                      |
| 1998–2020 | Saturday Night Live    | Saturday Night Live        | önmaga                   | 3 epizód                                      |
| 2001      | Jóbarátok              | Friends                    | Will Colbert             | - 1 epizód - magyar hangja: - Stohl András    |
| 2002      | Jackass                | Jackass                    | önmaga                   | 2 epizód                                      |
| 2003      | Texas királyai         | King of the Hill           | Patch Boomhauer (hangja) | 1 epizód                                      |
| 2008      |                        | Pretty/Handsome            | nem szerepel             | - próbaepizód - vezető producer               |
| 2014      | Feltámadtak            | Resurrection               | nem szerepel             | vezető producer (1 epizód)                    |
| 2014      | Igaz szívvel           | The Normal Heart           | nem szerepel             | - tévéfilm - vezető producer                  |
| 2016–2019 |                        | The OA                     | nem szerepel             | vezető producer                               |
| 2017–2018 |                        | The Jim Jefferies Show     | időjós (cameo)           | 7 epizód                                      |
| 2018–2019 |                        | Sweetbitter                | nem szerepel             | vezető producer                               |
| 2020–2021 |                        | Lego Masters               | nem szerepel             | vezető producer (20 epizód)                   |
| 2020      | A harmadik nap         | The Third Day              | nem szerepel             | vezető producer (1 epizód)                    |
| 2020      |                        | Celebrity IOU              | önmaga                   | 1 epizód                                      |
| 2021      | A föld alatti vasút    | The Underground Railroad   | nem szerepel             | vezető producer (10 epizód)                   |
| 2022      | Odakinn                | Outer Range                | nem szerepel             | vezető producer (15 epizód)                   |
| 2023      |                        | High School                | nem szerepel             | vezető producer (8 epizód)                    |
| 2024      | A 3-test-probléma      | 3 Body Problem             | nem szerepel             | vezető producer (8 epizód)                    |

## Díjak és jelölések
Oscar-díj

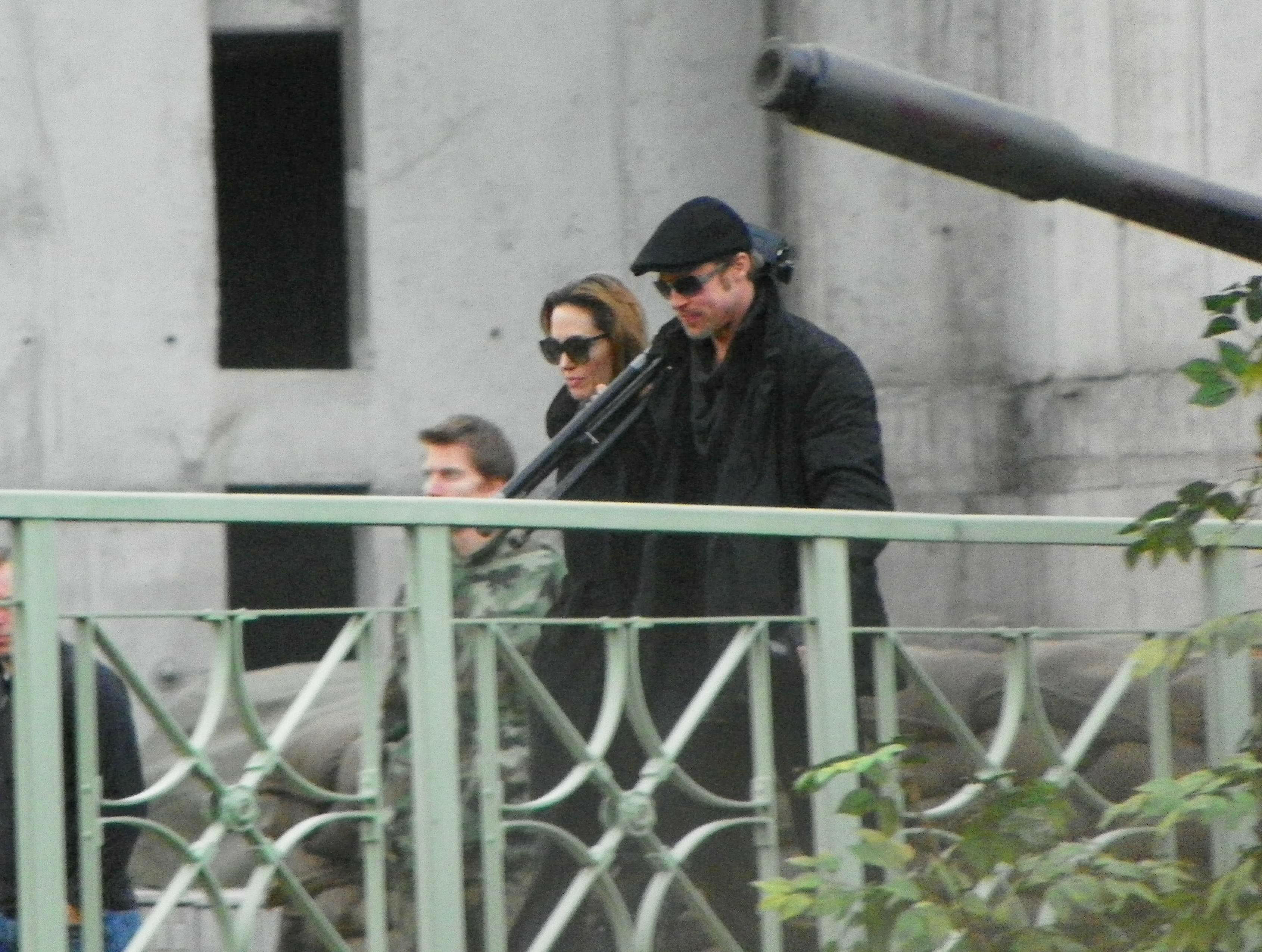
Brad Pitt és Angelina Jolie az esztergomi Bottyán hídon, 2010. november 10.

- 2020 díj: legjobb férfi mellékszereplő (Volt egyszer egy Hollywood)[23]
- 2014 díj: legjobb film (12 év rabszolgaság)
- 2016 jelölés: legjobb film (A nagy dobás)
- 2012 jelölés: legjobb film (Pénzcsináló)
- 2012 jelölés: legjobb férfi főszereplő (Pénzcsináló)
- 2009 jelölés: legjobb férfi főszereplő (Benjamin Button különös élete)
- 1996 jelölés: legjobb férfi mellékszereplő (12 majom)

Golden Globe-díj
- 2019 díj: legjobb férfi mellékszereplő (Volt egyszer egy Hollywood)
- 1996 díj: legjobb férfi mellékszereplő (12 majom)
- 2023 jelölés: legjobb férfi mellékszereplő (Babylon)
- 2012 jelölés: legjobb férfi főszereplő (dráma) (Pénzcsináló)
- 2009 jelölés: legjobb férfi főszereplő (dráma) (Benjamin Button különös élete)
- 2007 jelölés: legjobb férfi mellékszereplő (Bábel)
- 1995 jelölés: legjobb férfi főszereplő (dráma) (Szenvedélyek viharában)

BAFTA-díj
- 2020 díj: legjobb férfi mellékszereplő (Volt egyszer egy Hollywood)
- 2014 díj: legjobb film (12 év rabszolgaság)
- 2016 jelölés: legjobb film (A nagy dobás)
- 2012 jelölés: legjobb férfi főszereplő (Pénzcsináló)
- 2009 jelölés: legjobb férfi mellékszereplő (Égető bizonyíték)
- 2009 jelölés: legjobb férfi főszereplő (Benjamin Button különös élete)
- 2007 jelölés: legjobb film (A tégla)

Emmy-díj
- 2014 díj: legjobb tévéfilm (Igaz szívvel)
- 2024 jelölés: legjobb drámasorozat (A 3-test-probléma)
- 2021 jelölés: legjobb minisorozat (A földalatti vasút)
- 2020 jelölés: legjobb vendégszínész (vígjátéksorozat) (Saturday Night Live)
- 2015 jelölés: legjobb tévéfilm (Fülemüle)
- 2002 jelölés: legjobb vendégszínész (vígjátéksorozat) (Jóbarátok)

New York-i Filmkritikusok díja
- 2011 díj: legjobb férfi alakítás (Pénzcsináló) és (Az élet fája)

Velencei Nemzetközi Filmfesztivál
- 2007 díj: legjobb férfi alakítás (Jesse James meggyilkolása, a tettes a gyáva Robert Ford)

Arany Málna díj
- 1995 díj: a legrosszabb páros (Interjú a vámpírral)

MTV Movie Awards
- 2014 díj: a legijesztőbb produkció (Z világháború)
- 2006 díj: legjobb küzdelem jelenet (Mr. és Mrs. Smith)
- 1996 díj: a legkívánatosabb színész (Hetedik)
- 1995 díj: a legjobb színész (Interjú a vámpírral)
- 1995 díj: a legkívánatosabb színész (Interjú a vámpírral)
- 2022 jelölés: legjobb filmes csapat (Az elveszett város)
- 2006 jelölés: legjobb csók (Mr. és Mrs. Smith)
- 2005 jelölés: a legjobb színész (Trója)
- 2005 jelölés: legjobb küzdelem jelenet (Trója)
- 2002 jelölés: legjobb filmes csapat (Ocean’s Eleven – Tripla vagy semmi)
- 1996 jelölés: a legjobb színész (12 majom)
- 1996 jelölés: legjobb csapat (Hetedik)
- 1995 jelölés: legjobb csapat (Interjú a vámpírral)

## Fordítás
- Ez a szócikk részben vagy egészben  a   Brad Pitt filmography című angol Wikipédia-szócikk fordításán alapul.  Az eredeti cikk szerkesztőit annak laptörténete sorolja fel. Ez a jelzés csupán a megfogalmazás eredetét és a szerzői jogokat jelzi, nem szolgál a cikkben szereplő információk forrásmegjelöléseként.